# Persone di cognome Chambers
| Questa pagina contiene informazioni ricavate automaticamente dalle voci biografiche con l'ausilio del template Bio e di un bot. L'aggiornamento è periodico e automatico e ricostruisce completamente la pagina. Se manca una persona in questa lista, sei pregato di non aggiungerla, ma accertati piuttosto che la sua voce biografica contenga il template Bio e che i dati anagrafici siano correttamente compilati. Se il template Bio manca, inseriscilo tu stesso o, in alternativa, metti l'avviso {{tmp\|Bio}} che ne segnala la mancanza. Se i dati riportati sono sbagliati, correggi direttamente la voce biografica; le modifiche saranno visibili in questa lista entro pochi giorni. Per chiarimenti vedi il progetto antroponimi. La lista contiene solo le 51 persone che sono citate nell'enciclopedia e per le quali è stato implementato correttamente il template Bio. Pagina aggiornata al 17 ott 2024. |

Questa è una lista di persone presenti nell'enciclopedia che hanno il cognome Chambers, suddivise per attività principale.

## Agenti segreti(1)
- Erika Chambers, agente segreto britannico

## Allenatori di pallacanestro(1)
- Pat Chambers, allenatore di pallacanestro statunitense (Newtown Square, n. 1970)

## Antropologi(1)
- Iain Chambers, antropologo e sociologo britannico (n. 1949)

## Architetti(1)
- William Chambers, architetto britannico (Gotemburgo, n. 1723 - Londra, † 1796)

## Artisti(1)
- Jack Chambers, artista e regista cinematografico canadese (London, n. 1931 - London, † 1978)

## Attori(3)
- Phil Chambers, attore statunitense (Contea di Los Angeles, n. 1916 - Los Angeles, † 1993)
- Justin Chambers, attore e ex modello statunitense (Springfield, n. 1970)
- Munro Chambers, attore canadese (Ajax, n. 1990)

## Attrici(3)
- Emma Chambers, attrice britannica (Doncaster, n. 1964 - Lymington, † 2018)
- Erin Chambers, attrice statunitense (Portland, n. 1979)
- Faune A. Chambers, attrice e ballerina statunitense (Miami, n. 1976)

## Batteristi(3)
- Dennis Chambers, batterista statunitense (Baltimora, n. 1959)
- Joe Chambers, batterista, pianista e vibrafonista statunitense (n. 1942)
- Terry Chambers, batterista britannico (Swindon, n. 1955)

## Calciatori(5)
- Adam Chambers, ex calciatore inglese (Londra, n. 1980)
- Calum Chambers, calciatore inglese (Petersfield, n. 1995)
- Harry Chambers, calciatore inglese (Willington Quay, n. 1896 - Shrewsbury, † 1949)
- James Chambers, ex calciatore inglese (Sandwell, n. 1980)
- Luke Chambers, ex calciatore inglese (Kettering, n. 1985)

## Cantanti(3)
- Kasey Chambers, cantante australiana (Mount Gambier, n. 1976)
- Sandy Chambers, cantante britannica (Londra, n. 1967)
- Jimmy Cliff, cantante giamaicano (St. James, n. 1944)

## Cestiste(1)
- Brittany Chambers, ex cestista statunitense (Crosby, n. 1991)

## Cestisti(4)
- Jerry Chambers, ex cestista statunitense (Washington, n. 1943)
- Tom Chambers, ex cestista statunitense (Ogden, n. 1959)
- Jorsua Chambers, ex cestista panamense (Panama, n. 1983)
- Siyani Chambers, cestista statunitense (Golden Valley, n. 1993)

## Compositori(1)
- Guy Chambers, compositore britannico (Londra, n. 1963)

## Drammaturghe(1)
- Jane Chambers, drammaturga, scrittrice e poetessa statunitense (Columbia, n. 1937 - Greenport, † 1983)

## Entomologi(1)
- Vactor Tousey Chambers, entomologo statunitense (Burlington, n. 1830 - Covington, Kentucky, † 1883)

## Giocatori di football americano(2)
- Shamawd Chambers, ex giocatore di football americano canadese (Toronto, n. 1989)
- Wally Chambers, giocatore di football americano statunitense (Phenix City, n. 1951 - † 2019)

## Giornalisti(1)
- Whittaker Chambers, giornalista, scrittore e agente segreto statunitense (Filadelfia, n. 1901 - Westminster, † 1961)

## Hockeisti su ghiaccio(1)
- Greg Chambers, hockeista su ghiaccio canadese (Toronto, n. 1982)

## Informatici(1)
- John Chambers, informatico e dirigente d'azienda statunitense (Charleston, n. 1949)

## Pistard(2)
- Ernest Chambers, pistard britannico (Hackney, n. 1907 - Worthing, † 1985)
- Stan Chambers, pistard britannico (Hackney, n. 1910 - Hove, † 1991)

## Pittori(1)
- Thomas Chambers, pittore inglese (Whitby, n. 1808 - Whitby, † 1869)

## Produttori discografici(1)
- Tay Keith, produttore discografico statunitense (Memphis, n. 1996)

## Pugili(1)
- Eddie Chambers, pugile statunitense (Pittsburgh, n. 1982)

## Rapper(1)
- Sleepy Hallow, rapper giamaicano (Giamaica, n. 1999)

## Sciatori alpini(1)
- Andy Chambers, ex sciatore alpino statunitense (n. 1961)

## Scrittori(3)
- Aidan Chambers, scrittore inglese (Chester-le-Street, n. 1934)
- Ephraim Chambers, scrittore britannico (Kendal, n. 1680 - Londra, † 1740)
- Robert William Chambers, scrittore e pittore statunitense (Brooklyn, n. 1865 - New York, † 1933)

## Scrittrici(1)
- Becky Chambers, scrittrice statunitense (Contea di Los Angeles, n. 1985)

## Storici(1)
- Edmund Kerchever Chambers, storico britannico (West Isley, n. 1866 - Beer, † 1954)

## Truccatori(1)
- John Chambers, truccatore statunitense (Chicago, n. 1922 - Woodland Hills, † 2001)

## Velocisti(3)
- Carlton Chambers, ex velocista canadese (n. 1975)
- Dwain Chambers, ex velocista e ex giocatore di football americano britannico (Londra, n. 1978)
- Ricardo Chambers, ex velocista giamaicano (n. 1984)